# Ailson Brites
Pour les articles homonymes, voir Brites.
Ailson Henrique Brites, également connu sous le nom de "Jucão", est un  jiu-jitsuka brésilien professionnel pratiquant le Jiu-jitsu brésilien, né le 6 décembre 1965, ceinture noire, 5e dane, accordée par Carlos Garcie Jr.

## Biographie
Le professeur Ailson Henrique "Jucão" Brites a commencé à pratiquer le Jiu-jitsu brésilien à l'âge de dix ans. Son oncle, Amilton Brites, pratiquant le jiu-jitsu brésilien depuis longtemps, a amené Jucão et son frère, Admilson "Juquinha" Brites, à l'Académie Serrana à Teresópolis. Les premiers professeurs de Jucão ont été son oncle, le grand maître Geny Rebello, le fils de celui-ci, le professeur Cirillo Azevedo, et le professeur Elias Martins.
Alors qu'il était encore au lycée, Jucão a été présenté aux frères Machado, qui étaient déjà bien connus pour leur jiu-jutsu. Après onze ans d’entraînement à l'Académie Serrana, Carlos Machado a invité Jucão à s'entraîner avec Carlos Gracie Jr., dans sa célèbre académie Gracie Barra. Après plusieurs années de travail, Jucão recevait sa ceinture noire des mains de Carlos Gracie Jr., le 23 janvier 1993.
En août 1995, un autre oncle de Jucão, le grand maître Armando Wriedt, l'invite à s'installer à Brasilia. Jucão commence à donner des cours à l'Académie Dalmo Ribeiro.
Pendant ses trente années d’entraînement et d'enseignement, Jucão a formé de nombreux athlètes reconnus au niveau international, tant champions que professeurs de jiu-jitsu brésilien. En tant que compétiteur, il a livré plus de 1000 combats.
En 2008, Jucão fondait l'Équipe Jucão USA à New York. Il enseigne également régulièrement à la Storming Mountain Academy, à White Plains, New York, à la Ronin Jiu Jitsu Academy, au Parisi Fitness Center', et au Battle Ground MMA dans le New Jersey.

## Lignage d'instruction
Jigoro Kano → Tsunejiro Tomita → Mitsuyo "Count Koma" Maeda → Carlos Gracie, Sr. → Carlos "Carlinhos" Gracie Jr. → Ailson “Jucão” Henrique Brites

## Palmarès
- 2010 3e place au championnat Pan Jiu-Jitsu No-Gi, en Super Lourd et Division Ouverte Seniors 2[4]
- 2009 1re place au New York Open Champion en catégorie Supers Lourds et Division Ouverte[5]
- 2008 1re place au Pan No-Gi Champion en catégorie Lourds et Divisions Ouverte[6]
- 2008 1re Place au Pan Champion en catégorie Lourds et Division Ouverte[7]
- 2008 1re place au NAGA World Champion
- 2004 1re place à l'European Open Champion en catégorie Lourds et Division Ouverte[8]

- Championnat national brésilien

2004 1re place dans la catégorie Senior 1 Heavy Division, 1re place en Senior 1 Open divisions
1999 1re Place en Master Heavy Division, 1re place en Master Open division
- Championnat international des Maîtres et des Seniors

2004 1re place en Senior 1 Heavy division
2003 1re place en Senior 1 Open division
2002 1re place en Senior 1 Open division, 3e place en Senior 1 Heavy division
2001 1re place en Senior 1 Heavy division, 3e place en Senior 1 Open division
- 3x médaille de bronze aux Championnats Mondiaux[15]